# Grand Prix Formule 1 van Monaco 1999
De Grand Prix Formule 1 van Monaco 1999 werd gehouden op 16 mei 1999 in Monaco.

## Verslag
Mika Häkkinen startte vanaf pole-position,  maar Michael Schumacher had een betere start en was Häkkinen gepasseerd voor de eerste bocht.  Eddie Irvine had hetzelfde gedaan bij David Coulthard, waarmee de Ier op de derde plek lag. In deze volgorde reden de Ferrari's en Mclarens een groot deel van de wedstrijd,  tot de motor van Coulthard het begaf.
Mika Häkkinen gleed rechtdoor bij Mirabeau over de olie afkomstig uit de motor van Toranosuke Takagi en moest achteruit terugrijden om weer op het parcours te raken,  hiermee zijn tweede plaats verspelend aan Irvine.  Michael Schumacher reed vervolgens eenvoudig naar zijn tweede seizoenszege.

## Uitslag
| Positie | Nummer | Rijder                | Team               | Ronden | Tijd/Opgave     | Startplaats | Punten |
| ------- | ------ | --------------------- | ------------------ | ------ | --------------- | ----------- | ------ |
| 1       | 3      | Michael Schumacher    | Ferrari            | 78     | 1:49:31.812     | 2           | 10     |
| 2       | 4      | Eddie Irvine          | Ferrari            | 78     | +30.476         | 4           | 6      |
| 3       | 1      | Mika Häkkinen         | McLaren-Mercedes   | 78     | +37.483         | 1           | 4      |
| 4       | 8      | Heinz-Harald Frentzen | Jordan-Mugen-Honda | 78     | +54.009         | 6           | 3      |
| 5       | 9      | Giancarlo Fisichella  | Benetton-Playlife  | 77     | +1 Ronde        | 9           | 2      |
| 6       | 10     | Alexander Wurz        | Benetton-Playlife  | 77     | +1 Ronde        | 10          | 1      |
| 7       | 19     | Jarno Trulli          | Prost-Peugeot      | 77     | +1 Ronde        | 7           |        |
| 8       | 5      | Alessandro Zanardi    | Williams-Supertec  | 76     | +2 Rondes       | 11          |        |
| 9       | 16     | Rubens Barrichello    | Stewart-Ford       | 71     | Spin            | 5           |        |
| NF      | 6      | Ralf Schumacher       | Williams-Supertec  | 54     | Spin            | 16          |        |
| NF      | 11     | Jean Alesi            | Sauber-Petronas    | 50     | Ophanging       | 14          |        |
| NF      | 12     | Pedro Diniz           | Sauber-Petronas    | 49     | Ophanging       | 15          |        |
| NF      | 18     | Olivier Panis         | Prost-Peugeot      | 40     | Motor           | 18          |        |
| NF      | 2      | David Coulthard       | McLaren-Mercedes   | 36     | Versnellingsbak | 3           |        |
| NF      | 23     | Mika Salo             | BAR-Supertec       | 36     | Remmen          | 12          |        |
| NF      | 15     | Toranosuke Takagi     | Arrows             | 36     | Motor           | 19          |        |
| NF      | 22     | Jacques Villeneuve    | BAR-Supertec       | 32     | Olielek         | 8           |        |
| NF      | 17     | Johnny Herbert        | Stewart-Ford       | 32     | Ophanging       | 13          |        |
| NF      | 14     | Pedro de la Rosa      | Arrows             | 30     | Versnellingsbak | 21          |        |
| NF      | 21     | Marc Gené             | Minardi-Ford       | 24     | Spin            | 22          |        |
| NF      | 20     | Luca Badoer           | Minardi-Ford       | 10     | Versnellingsbak | 20          |        |
| NF      | 7      | Damon Hill            | Jordan-Mugen-Honda | 3      | Botsing         | 17          |        |

## Statistieken
| Pole-position | Mika Häkkinen | McLaren-Mercedes | 1:20.547 |
| Snelste ronde | Mika Häkkinen | McLaren-Mercedes | 1:22.259 |

## Noot
- Dit was de honderdste Grand Prix-start voor Rubens Barrichello. Hiermee was Barrichello de 43ste coureur die minstens 100 Grands Prix had gereden.

1929 · 1930 · 1931 · 1932 · 1933 · 1934 · 1935 · 1936 · 1937 · 1948 · 1950 · 1955 · 1956 · 1957 · 1958 · 1959 · 1960 · 1961 · 1962 · 1963 · 1964 · 1965 · 1966 · 1967 · 1968 · 1969 · 1970 · 1971 · 1972 · 1973 · 1974 · 1975 · 1976 · 1977 · 1978 · 1979 · 1980 · 1981 · 1982 · 1983 · 1984 · 1985 · 1986 · 1987 · 1988 · 1989 · 1990 · 1991 · 1992 · 1993 · 1994 · 1995 · 1996 · 1997 · 1998 · 1999 · 2000 · 2001 · 2002 · 2003 · 2004 · 2005 · 2006 · 2007 · 2008 · 2009 · 2010 · 2011 · 2012 · 2013 · 2014 · 2015 · 2016 · 2017 · 2018 · 2019 · 2020 · 2021 · 2022 · 2023 · 2024 · 2025